# Zdravotní péče ve Francii
Zdravotní péče ve Francii je finančně zajišťována povinným národním pojištěním. Sociální pojištění ve Francii se odvozuje ze zisku (procentuální podíl).
Lékaři a zubní lékaři provozují soukromé praxe. Pacienti si mohou vybrat, kterého z nich budou navštěvovat. Z platby, kterou pacient za zdravotní úkony učiní, může zpětně od státu nárokovat až 85 % nákladů.

## Financování

### Zdravotní pojištění
Všichni Francouzi jsou povinni platit zdravotní pojištění. Pojišťovny jsou neziskové nezávislé organizace, které nejsou nijak napojeny na stát. Zdravotní pojištění premium je (ve stylu daně z příjmu) automaticky odváděno z platu. V případě vztahu zaměstnanec-zaměstnavatel, zaměstnanec pojišťovně odvádí 0,75 % svého platu, zaměstnavatel pak musí do systému přispět 12,8 %. Ti, kteří mají plat pod 6600 euro ročně jsou od plateb osvobozeni.
Pro možnost plného vrácení zdravotních nákladů mnoho Francouzů platí též dobrovolné premium (až do výše 2,5 % platu) vzájemnému pojišťovateli (mutual insurance, ty pojištění, ve kterém má pojištěnec určitá vlastnická práva nad samotnou pojišťovnou, např. volit její vedení).
Procento Francouzů platících za nadstandardní pokrytí zdravotní péče od 60. let do současnosti postupně rostlo z 30 na 85 %.

### Všeobecný sociální příspěvek
Kromě zdravotního pojištění se z mzdy (u fyzických) a investičních výnosů (u právnických osob) odvádí všeobecný sociální příspěvek (Contribution Sociale Generalisée, CSG). Většina z něj jde do zdravotního pojištění.

### Nárokování zdravotních nákladů
Po zaplacení poplatků u lékaře či zubního lékaře je určitá část poplatku (75 až 85 %) zpětně nárokována. Francouzští pacienti mají tendenci vyhledávat zdravotní pomoc spíše u specialistů či přímo v nemocnici než u provozovatelů primární péče (odpovídá českým oborům praktickému lékaři a praktickému lékaři pro děti a dorost, dříve fungujícím jako "obvodní lékaři"). Nárokování nákladů na zdravotní péči bylo ve Francii nedávno upraveno možností registrace tzv. rodinného lékaře.

## Zdravotnictví a zdraví ve Francii
Vzhledem k tomu, že náklady na ošetření nesou bezprostředně pacienti (byť je mohou později nárokovat zpět), mají tito svobodu výběru při rozhodování, kde obdrží zdravotnickou péči.
Okolo 65 % nemocničních lůžek ve Francii poskytují veřejné nemocnice, 15 % soukromé neziskové organizace a 20 % společnosti fungující za účelem dosahování zisku.
Francie má vysoký standard zdravotní péče a její systém zdravotní péče je podle WHO nejlepší na světě.
Průměrná délka života se pohybuje těsně pod hranicí 80 let. Počet obyvatel nakažených AIDS byl k roku 2003 asi 120 000.

### Praktičtí lékaři
Ve Francii mají praktičtí lékaři (médecin généraliste, běžněji docteur) odpovědnost za zdravotní péči obyvatelstva z dlouhodobého pohledu. To obnáší prevenci, osvětu, léčbu traumat a neakutních nemocí, které nevyžadují specialistu; převzetí do péče specialisty v případě potřeby. Mají roli při epidemiologických průzkumech, jejich rozhodnutí a posudky mají v některých případech právní roli/statut (konzultace traumat, které mohou vynést kompenzace; certifikáty pro hospitalizaci bez souhlasu pacienta v případě nepříčetnosti, sportní praxi nebo úmrtní list), hrají stěžejní roli v systému lékařské pohotovosti (samu). Často navštěvují pacienty u nich doma a nebo slouží noční a víkendové služby.